# Мерич (околия)
Околия Мерич (на турски: Meriç ilçesi) е околия, разположена във вилает Одрин, Турция. Общата й площ е 438 км2. Според оценки на Статистическия институт на Турция през 2022 г. населението на околията е 12 841 души. Административен център е град Мерич.

## Населени места
Околията се състои от 24 населени места – 3 града и 21 села.
Град
- Кюплю
- Мерич
- Субаш

Села
- Адасарханлъ (Adasarhanlı)
- Акчадам (Akçadam)
- Акънджълар (Akıncılar)
- Алибей (Alibey)
- Бюйюкалтъагач (Büyükaltıağaç)
- Пашайенидже (Paşayenice)
- Йениджегьорюдже (Yenicegörüce)
- Кадъдондурма (Kadıdondurma)
- Каваклъ (Kavaklı)
- Карахамза (Karahamza)
- Карайюсуфлу (Karayusuflu)
- Кюпдере (Küpdere)
- Кючюкалтъагач (Küçükaltıağaç)
- Насухбей (Nasuhbey)
- Оладжак (Olacak)
- Рахманджа (Rahmanca)
- Саатагаджъ (Saatağacı)
- Серем (Serem)
- Умурджа (Umurca)
- Хъсърджъарнавудкьой (Hasırcıarnavutköy)
- Якупбей (Yakupbey)